# 兴隆镇 (辽阳县)
兴隆镇，是中华人民共和国辽宁省辽阳市辽阳县下辖的一个乡镇级行政单位。

## 行政区划
兴隆镇下辖以下地区：
兴隆台村、下洼子村、后杠村、郎二屯村、小赵台村、红光村、前杠村、夏台村、祁尔台村、王罗屯村、大赵台村、朱家堡子村、腰老窝村和立开堡村。